# Arcidiocesi di Daegu
L'arcidiocesi di Daegu (in latino Archidioecesis Daeguensis) è una sede metropolitana della Chiesa cattolica in Corea. Nel 2021 contava 511.901 battezzati su 4.433.870 abitanti. È retta dall'arcivescovo Thaddeus Cho Hwan-Kil.

## Territorio
L'arcidiocesi comprende la città metropolitana di Daegu, e alcuni territori della provincia di Nord Gyeongsang (Corea del Sud), comprensivi delle città di Gimcheon, Gumi, Gyeongju, Gyeongsan, Pohang e Yeongcheon, e delle contee di Cheongdo, Chilgok, Goryeong, Gunwi, Seongju e Ulleung.
Sede arcivescovile è la città di Daegu, dove si trova la Kyesan Cathedral.
Il territorio è suddiviso in 164 parrocchie.

## Storia
Il vicariato apostolico di Taiku fu eretto l'8 aprile 1911 con il breve Quo uberiores di papa Pio X, ricavandone il territorio dal vicariato apostolico di Corea (oggi arcidiocesi di Seul).
Il 13 aprile 1937 cedette porzioni del suo territorio a vantaggio dell'erezione delle prefetture apostoliche di Kwoszu (oggi arcidiocesi di Gwangju) e Zenshu (oggi diocesi di Jeonju).
Il 21 gennaio 1957 cedette un'altra porzione di territorio a vantaggio dell'erezione del vicariato apostolico di Pusan (oggi diocesi di Busan).
Il 10 marzo 1962 per effetto della bolla Fertile Evangelii semen di papa Giovanni XXIII il vicariato apostolico è stato elevato al rango di arcidiocesi metropolitana e ha assunto il nome attuale.
Il 29 maggio 1969 l'arcidiocesi ha ceduto parte del proprio territorio a vantaggio dell'erezione della diocesi di Andong.

## Cronotassi dei vescovi
Si omettono i periodi di sede vacante non superiori ai 2 anni o non storicamente accertati.
- Florian Demange, M.E.P. † (8 aprile 1911 - 9 febbraio 1938 deceduto)
- Jean-Germain Mousset, M.E.P. † (13 dicembre 1938 - 25 ottobre 1942 dimesso)
  - Sede vacante (1942-1948)
- John Baptist Choi Deok-hong † (9 dicembre 1948 - 14 dicembre 1954 deceduto)
- John Baptist Sye Bong-Kil † (3 luglio 1955 - 5 luglio 1986 ritirato)
- Paul Ri Moun-hi † (5 luglio 1986 succeduto - 29 marzo 2007 dimesso)
- John Choi Young-su † (29 marzo 2007 succeduto - 17 agosto 2009 dimesso)
- Thaddeus Cho Hwan-Kil, dal 4 novembre 2010

## Statistiche
L'arcidiocesi nel 2021 su una popolazione di 4.433.870 persone contava 511.901 battezzati, corrispondenti all'11,5% del totale.
| anno | popolazione | popolazione | popolazione | presbiteri | presbiteri | presbiteri | presbiteri                | diaconi | religiosi | religiosi | parrocchie |
| anno | battezzati  | totale      | %           | numero     | secolari   | regolari   | battezzati per presbitero | diaconi | uomini    | donne     | parrocchie |
| ---- | ----------- | ----------- | ----------- | ---------- | ---------- | ---------- | ------------------------- | ------- | --------- | --------- | ---------- |
| 1949 | 30.243      | 6.290.000   | 0,5         | 37         | 37         |            | 817                       |         |           | 35        | 34         |
| 1970 | 77.891      | 3.148.954   | 2,5         | 126        | 98         | 28         | 618                       |         | 75        | 410       | 45         |
| 1980 | 126.553     | 3.443.173   | 3,7         | 119        | 88         | 31         | 1.063                     |         | 82        | 573       | 62         |
| 1990 | 245.024     | 4.142.489   | 5,9         | 152        | 120        | 32         | 1.612                     |         | 98        | 702       | 84         |
| 1999 | 342.263     | 4.397.791   | 7,8         | 249        | 213        | 36         | 1.374                     |         | 115       | 958       | 114        |
| 2000 | 359.964     | 4.439.003   | 8,1         | 257        | 222        | 35         | 1.400                     |         | 110       | 958       | 114        |
| 2001 | 371.532     | 4.467.057   | 8,3         | 274        | 239        | 35         | 1.355                     |         | 134       | 943       | 117        |
| 2002 | 382.361     | 4.474.349   | 8,5         | 283        | 249        | 34         | 1.351                     |         | 95        | 954       | 118        |
| 2003 | 391.607     | 4.470.061   | 8,8         | 311        | 277        | 34         | 1.259                     |         | 114       | 955       | 132        |
| 2004 | 402.958     | 4.466.810   | 9,0         | 315        | 282        | 33         | 1.279                     |         | 98        | 950       | 140        |
| 2006 | 419.299     | 4.466.166   | 9,4         | 353        | 315        | 38         | 1.187                     |         | 107       | 1.035     | 146        |
| 2013 | 471.571     | 4.523.733   | 10,4        | 429        | 382        | 47         | 1.099                     |         | 108       | 1.275     | 159        |
| 2016 | 491.921     | 4.533.397   | 10,9        | 449        | 410        | 39         | 1.095                     |         | 119       | 1.039     | 161        |
| 2019 | 507.833     | 4.503.504   | 11,3        | 489        | 444        | 45         | 1.038                     |         | 124       | 1.024     | 162        |
| 2021 | 511.901     | 4.433.870   | 11,5        | 518        | 476        | 42         | 988                       |         | 118       | 1.069     | 164        |